# Gelis alternatus
Gelis alternatus är en stekelart som först beskrevs av Cresson 1872.  Gelis alternatus ingår i släktet Gelis och familjen brokparasitsteklar. Inga underarter finns listade i Catalogue of Life.